# Cicco Simonetta

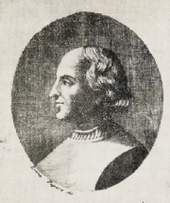
Cicco Simonetta

Cicco Simonetta, auch Francesco Simonetta genannt (* um 1410 in Caccuri; † 30. Oktober 1480 in Pavia), war ein italienischer Politiker, Diplomat und Berater.

## Leben
Francesco stammte aus einer adligen Familie und genoss eine hervorragende Ausbildung. Er studierte bei den Basilianern, wo er Latein, Griechisch, Hebräisch, Französisch, Deutsch und Spanisch lernte, und schloss sein Studium in utroque iure wahrscheinlich in Neapel ab. Aufgrund seines Talents und seiner Kenntnisse in der Verwaltung wurde er 1435 zum persönlichen Berater von René I. in Neapel im Rahmen des Streits zwischen den Aragoniern und Jüngeres Haus Anjou um den neapolitanischen Thron ernannt. Auf Anraten seines Onkels Angelo Simonetta stellte er sich ab 1444 in den Dienst von Francesco I. Sforza, der zu diesem Zeitpunkt noch ein freier Anführer seiner eigenen Miliz war. Der Sforza war im Alter von siebzehn Jahren nach Kalabrien gekommen, um die Prinzessin Polissena Ruffo zu heiraten. Als ihre Mitgift brachte sie die Lehen von Paola, Rossano, Calimera, Caccuri, Montaldo und Policastro, die Angelo Simonetta, Ciccos Onkel, anvertraut worden waren, in die Ehe ein. Er unterhielt jedoch weiterhin Beziehungen zu Neapel, als er 1448 zum Ehrenpräsidenten der Regia Camera della Sommaria ernannt wurde.

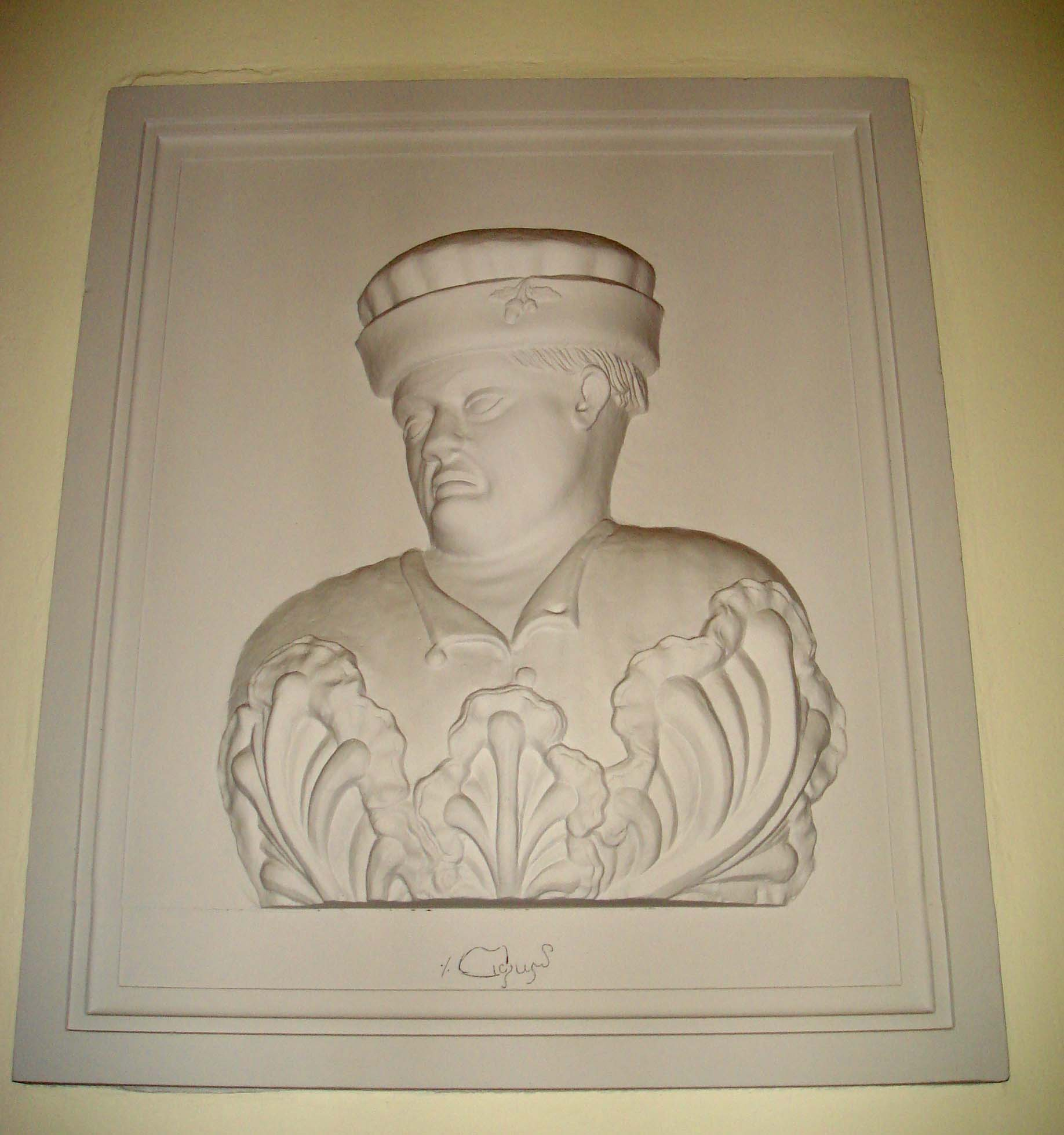
Kreideabguss des Porträts von Cicco Simonetta, dessen Original sich an der Fassade des Doms zu Como befindet

Noch in jungen Jahren zog er daher von Neapel nach Mailand, wo er inzwischen Ritter aurato und Sekretär von Francesco Sforza geworden war, der das Herzogtum Mailand in Besitz genommen hatte. Ab 1449 war er zusammen mit Alessandro Sforza, dem Bruder von Francesco, Legat der Republik Venedig. Simonetta wurde auch mit der Leitung der neuen herzoglichen Kanzlei betraut, ein Amt, das er dreißig Jahre lang innehatte. Dann erwarb er das Lehen von Sartirana in der Lomellina, das er dank der Expertise von Aristotele Fioravanti da Bologna befestigen ließ, und heiratete 1452 Elisabetta, die Tochter von Gaspare Visconti, dem persönlichen Sekretär des Herzogs. Im Jahr 1456 erhielt er das Ehrenbürgerrecht von Novara, gefolgt von dem von Lodi (wo er auch Militärgouverneur war) und Parma. Im Jahr 1465 verfasste er die Constitutiones et Ordines für eine bessere Organisation der Kanzleien.
Nach dem Tod des Herzogs Francesco wurde er Sekretär von Galeazzo Maria Sforza. Gleichzeitig veranlasste er den Bau von zwei Kapellen in der Karmin-Kirche in Mailand, von denen eine seinem Schutzpatron, dem Heiligen Franziskus, gewidmet war. Am Hof kümmerte sich Cicco um viele organisatorische Aspekte: Er reorganisierte die herzogliche Musikkapelle, für die er auch Josquin des Prés engagierte, förderte und erwirkte die Widmung des ersten in Italien in griechischer Sprache gedruckten Buches, der Erotemata von Konstantinos Laskaris, und ließ Antonello da Messina nach Mailand kommen, um im Dienste der Familie Sforza zu arbeiten.

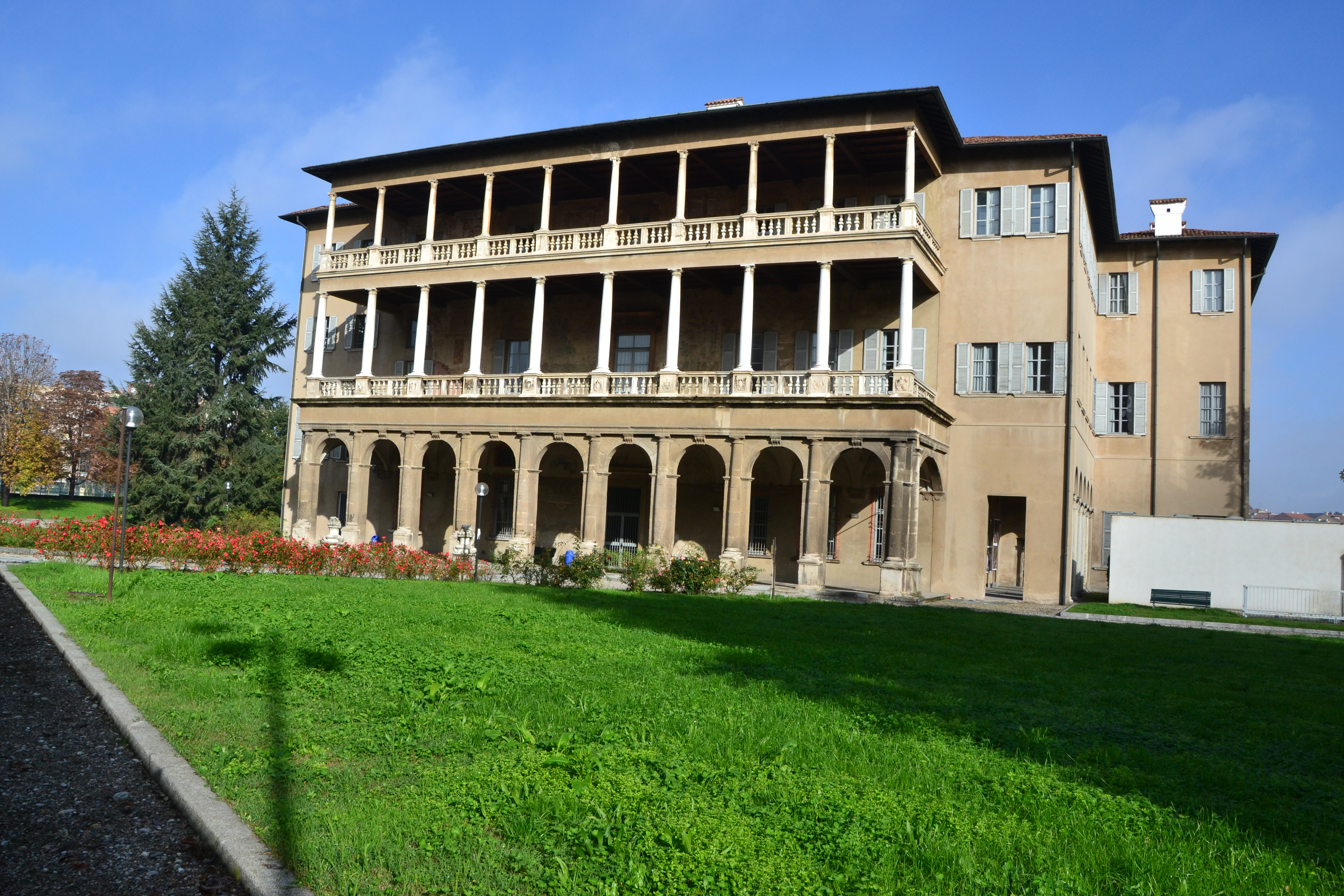
Villa Simonetta, Milano

Im Jahr 1474 ernannte der Herzog Simonetta zum Vormund seiner Kinder und ließ einen seiner Söhne, der eine kirchliche Laufbahn eingeschlagen hatte, zum Kanoniker des Mailänder Doms ernennen. Gleichzeitig schenkte ihm der Herzog ein Wappen, das aus einem blauen Hintergrund mit einem goldenen Löwen besteht, der ein rotes lateinisches Kreuz in seinen Händen hält. Auch die drei Brüder Ciccos wurden dank des Einflusses des mächtigen Sekretärs des Herzogs an den Hof gesetzt: Angelo wurde mit den Städten Casteggio, Belgioioso und Lacchiarella belehnt, Andrea wurde Kastellan von Monza, während Giovanni als Anerkennung für seine Treue als Hofbiograph ein großzügiges Stipendium erhielt.
Im Jahr 1476, nach der Ermordung des Herzogs Galeazzo, Cicco Simonetta von der Herzogin Bona von Savoyen zum Minister und Kollaborateur ernannt, um die Macht des jungen Gian Galeazzo Sforza, der erst 8 Jahre alt war, zu schützen; dies erlaubte ihm, die Stadt Mailand vollständig zu regieren und der Herzogin nur wenige kleinere Entscheidungen zu überlassen. Diese Krypto-Regierung Simonettas war bei den Mailändern verpönt, vor allem, weil sie sich immer wieder nur dem Herzog verpflichtet fühlten, aber auch wegen des großen persönlichen Reichtums, den er durch seine Stellung in der herzoglichen Kanzlei angehäuft hatte, und wegen seiner nicht-milanesischen Herkunft. Ciccos Unsicherheit während dieser Periode seiner Herrschaft ist deutlich sichtbar im sogenannten Torre di Bona (auch bekannt als Ciccos Turm), den er im Castello Sforzesco zum ausschließlichen Schutz des Castello Sforzesco errichten ließ, wo er seine Büros untergebracht hatte.
Diese Situation der Marginalisierung der Herzogin und der Unzufriedenheit des Volkes führte Bona von Savoyen zu einer allmählichen Entfremdung von Simonetta zugunsten ihres Schwagers Ludovico il Moro; dessen Entschlossenheit und die Kapitulation der Herzogin waren der Ruin von Simonetta, die, obwohl sie versuchte, die Herzogin und den Mohren nicht zu einer Einigung zu bringen, schließlich der Herzogin voraussagte. Der Mohr kam nach Mailand unter dem Vorwand, die Herzogin Bona von der Unterdrückung durch Simonettas Macht und das Volk von der Tyrannei, die diese Macht mit sich brachte, zu befreien; die Mailänder empfingen ihn jubelnd und die Herzogin unterstützte die Sache von Ludovico il Moro, indem sie ihn heimlich in die Burg einführte.
Simonetta wurde verhaftet und kurz darauf vor Gericht gestellt. Il Moro vertraute die Leitung des Prozesses Giovanni Antonio Aliprandi an, der in der Vergangenheit von Simonetta gefoltert worden war, sowie dem Justizkapitän Borrino Colla, dem Rechtsgelehrter Teodoro Piatti und der Anwalt Francesco Bolla, alle notorische Gegner des ehemaligen herzoglichen Sekretärs, um seine Schuld zu beweisen. Mit Hilfe von Ambrogio Opizzoni, Juraprofessor an der Universität Pavia, wurde Simonetta in 22 Fällen angeklagt. Er wurde aufgefordert, 50.000 Dukaten zu zahlen, um dem Todesurteil zu entgehen, aber er weigerte sich mit dem Argument, dass er sein Vermögen im Laufe der Zeit angehäuft hatte, um seinen Kindern eine Zukunft zu sichern, und dass es für ihn, der jetzt alt und krank war, keinen Sinn machte, ihnen so viel vorzuenthalten, um ein paar Monate länger zu leben. Am 29. Oktober wurde Simonetta vor Gericht gestellt, für schuldig befunden und am darauffolgenden Tag auf dem Ravelin des castello di Pavia mit Blick auf den Parco Visconteo enthauptet. Anschließend wurde er im Kreuzgang der Kirche Sant’Apollinare ehrenvoll beigesetzt, die 1525 während der Schlacht bei Pavia zerstört wurde. Sein Bruder Giovanni Simonetta wurde in eine Zelle in Vercelli gebracht.